# Stadion Brügglifeld
Het Stadion Brügglifeld is een multifunctioneel voetbalstadion in de Zwitserse stad Aarau. Het stadion is de thuisbasis van voetbalclub FC Aarau en werd geopend op 12 oktober 1924 met een wedstrijd tegen FC Zürich. Het complex heeft een capaciteit van 9.249 toeschouwers.